# Toda d'Aragó
Toda d'Aragó, filla de Galí III, Comte d'Aragó, i d'Acibel·la de Gascunya (filla de Garcia I de Gascunya i Aimena de Perigord).

## Núpcies i descendents
Es casà amb Bernat I de Ribagorça, primer fill de Ramon II de Pallars i Ribagorça i la seva esposa Guinegenta. D'aquest matrimoni nasqueren:
- l'infant Ramon III de Ribagorça (?-970), comte de Ribagorça.
- l'infant Galí de Ribagorça, casat vers el 930 amb Belasquita de Navarra, filla de Sanç I de Navarra i Toda de Navarra